# Chicago (poème)
Pour les articles homonymes, voir Chicago (homonymie).

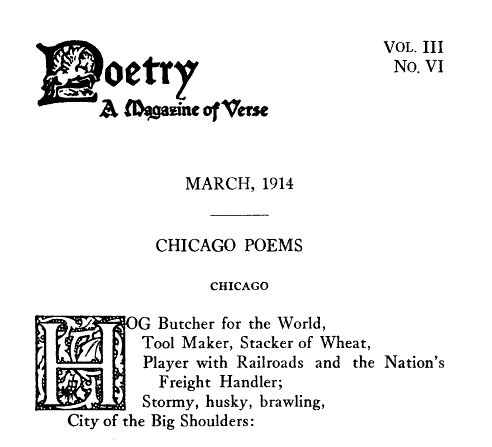
Poème Chicago

Chicago est un poème de Carl Sandburg, au sujet de la ville de Chicago, dans l'Illinois, aux États-Unis. Sandburg a publié pour la première fois ce poème en 1916, dans un recueil intitulé Chicago Poems.
Carl Sandburg s'est installé à Chicago en 1912, après avoir vécu à Milwaukee, dans le Wisconsin, où il était alors secrétaire de Emil Seidel, maire socialiste de Milwaukee. Harriet Monroe, habitant de Chicago et fondateur de la jeune revue littéraire Poetry, apprécia particulièrement et encouragea sa poésie en vers libres, dont le style rappelle fortement celui de Walt Whitman. Les Chicago Poems de 1916 ont durablement établi Carl Sandburg comme figure importante de la littérature contemporaine américaine.
Les Chicago Poems, ainsi que les ouvrages de poésie Cornhuskers (1918) et Smoke and Steel (1920) qui ont suivi, témoignent de la volonté de Sandburg d'affirmer une version américaine du réalisme social, notamment en écrivant de nombreux vers à la gloire de l'agriculture et de l'industrie américaine. Cette tendance est visible dans le poème Chicago. Chicago était, tout comme aujourd'hui, un carrefour marchand et une capitale boursière agricole. La ville était également une place importante du commerce du bétail et de l'industrie de l'emballage de viande, et un important centre ferroviaire. Ces industries sont mentionnées dans le poème.
Hog Butcher for the World,
  	
Tool Maker, Stacker of Wheat, 
	
Player with Railroads and the Nation's Freight Handler;
 	
Stormy, husky, brawling, 
	
City of the Big Shoulders:

They tell me you are wicked and I believe them, for I have seen your painted women under the gas lamps luring the farm boys.
 	
And they tell me you are crooked and I answer: Yes, it is true I have seen the gunman kill and go free to kill again.
 	
And they tell me you are brutal and my reply is: On the faces of women and children I have seen the marks of wanton hunger.
 	
And having answered so I turn once more to those who sneer at this my city, and I give them back the sneer and say to them: 	

Come and show me another city with lifted head singing so proud to be alive and coarse and strong and cunning.

Flinging magnetic curses amid the toil of piling job on job, here is a tall bold slugger set vivid against the little soft cities;
 	
Fierce as a dog with tongue lapping for action, cunning as a savage pitted against the wilderness, 

Bareheaded,
 	
Shoveling,
 	
Wrecking, 

Planning,
 	
Building, breaking, rebuilding, 
	
Under the smoke, dust all over his mouth, laughing with white teeth, 	

Under the terrible burden of destiny laughing as a young man laughs, 	

Laughing even as an ignorant fighter laughs who has never lost a battle, 

Bragging and laughing that under his wrist is the pulse, and under his ribs the heart of the people, 	
Laughing! 
	
Laughing the stormy, husky, brawling laughter of Youth, half-naked, sweating, proud to be Hog Butcher, Tool Maker, Stacker of Wheat, Player with Railroads and Freight Handler to the Nation. 	